# Copic

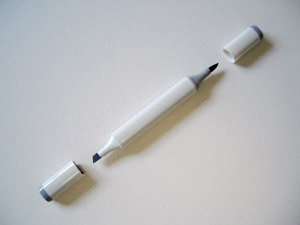
Un feutre Copic

Copic (en japonais, コピック) est une marque de feutres à dessin fabriqués au Japon par Too.
Ces feutres à alcool sont disponibles en 358 couleurs et sont réutilisables. Les encres employées pour les recharger peuvent être mélangées entre elles pour obtenir de nouvelles teintes. Des feutres vides sont vendus à cette fin. Il y a en outre un système d'aérographe disponible. Les pointes sont interchangeables, il est possible de mettre une pointe différente ou de remplacer la pointe existante.

## Disponibilité
En Asie, les produits Copic sont couramment commercialisés dans les papeteries et magasins de Comics. Aux États-Unis et au Canada, ils sont commercialisés dans les magasins de beaux arts et de fournitures en art graphique. En Europe ces articles étaient auparavant plus difficiles à trouver, mais il y a maintenant de nombreux magasins français qui les proposent (voir liste complète sur le site de COPIC France). En Nouvelle-Zélande et en Australie on peut les trouver dans quelques magasins d'art (notamment à Auckland et Christchurch pour la Nouvelle-Zélande).
En Belgique il est possible d'en trouver (7 pour 25 euros) dans des gammes : super-héros, fantastiques, school (Verviers, Grand Bazar, papeterie)
Le Copic est relativement cher mais son prix est justifié par son usage professionnel (des designers, des stylistes...). Il sert aussi à faire de l'aérographe.

## Utilisateurs
Parmi les utilisateurs on trouve la plupart des designers dans l'automobile (Mercedes-Benz, BMW, Ford, ...) mais aussi dans la mode et le stylisme ou l'architecture. Ils sont très utilisés par les créateurs de Manga (4 millions à travers le monde selon Copic. Des Mangakas comme l'auteur de Naruto et l'auteur de One piece, le Copic est ainsi utilisé pour la plupart des couvertures Manga). Les dessinateurs de comics américains comme Mahmud Asrar, dessinateur de SuperGirl pour DC Comics, ou Olivier Coipel, dessinateur Français qui travaille pour MARVEL et dessine THOR, travaillent beaucoup avec les COPIC. Les COPIC sont aussi très utilisés dans le scrapbooking et la carterie créative, aux USA et en Europe.

## Caractéristiques
Ces feutres s'utilisent uniquement sur papier Layout pour ne pas « boire » l'encre. Ils présentent la particularité d'avoir une pointe à chaque extrémité permettant d'avoir une pointe fine pour dessiner des détails et une pointe large pour les aplats. Ils sont tous rechargeables. Ils donnent des résultats semblables à ceux obtenus par ordinateur et se déclinent en quatre catégories :
- COPIC Sketch : Se déclinent dans la plus large gamme de couleur: 358, dont un « blender/mélangeur » pour faire des dégradés. Reconnaissable à l'embout ovale. Ce sont les plus utilisés par les professionnels, il y a deux pointes : une large biseautée et une pointe pinceau. Ils sont compatibles avec le système aérographe Copic. Les pointes sont remplaçables. La pointe pinceau est une des meilleures dans les marqueurs à alcool.
- COPIC Marker : Ce sont les tout premier copics, ils existent en 214 couleurs, dont un « blender/mélangeur » pour faire des dégradés, la forme du stylo est carrée, ils possèdent deux pointes: une large biseautée et une pointe fine. Ils sont compatibles avec le système aérographe copic. Les pointes sont remplaçables.
- COPIC Ciao : Existent en 180 couleurs, dont un « blender/mélangeur » pour faire des dégradés, ces feutres ont les mêmes spécificités que les COPIC Sketch, les pointes sont les mêmes, mais ils contiennent moins d'encre et ne sont pas compatibles avec le système aérographe copic. Ils fournissent le meilleur rapport qualité-prix. Les pointes sont remplaçables.
- COPIC Wide : Avec une seule pointes de 21mm, ces feutres permettent de couvrir de grandes surfaces. Ils existent en 36 couleurs dont un "blendeur/mélangeur pour faire des dégradés et ne sont pas compatibles avec le système aérographe copic. Les pointes sont remplaçables. La pointe est la plus large disponible dans les marqueurs à alcool.

## Gamme

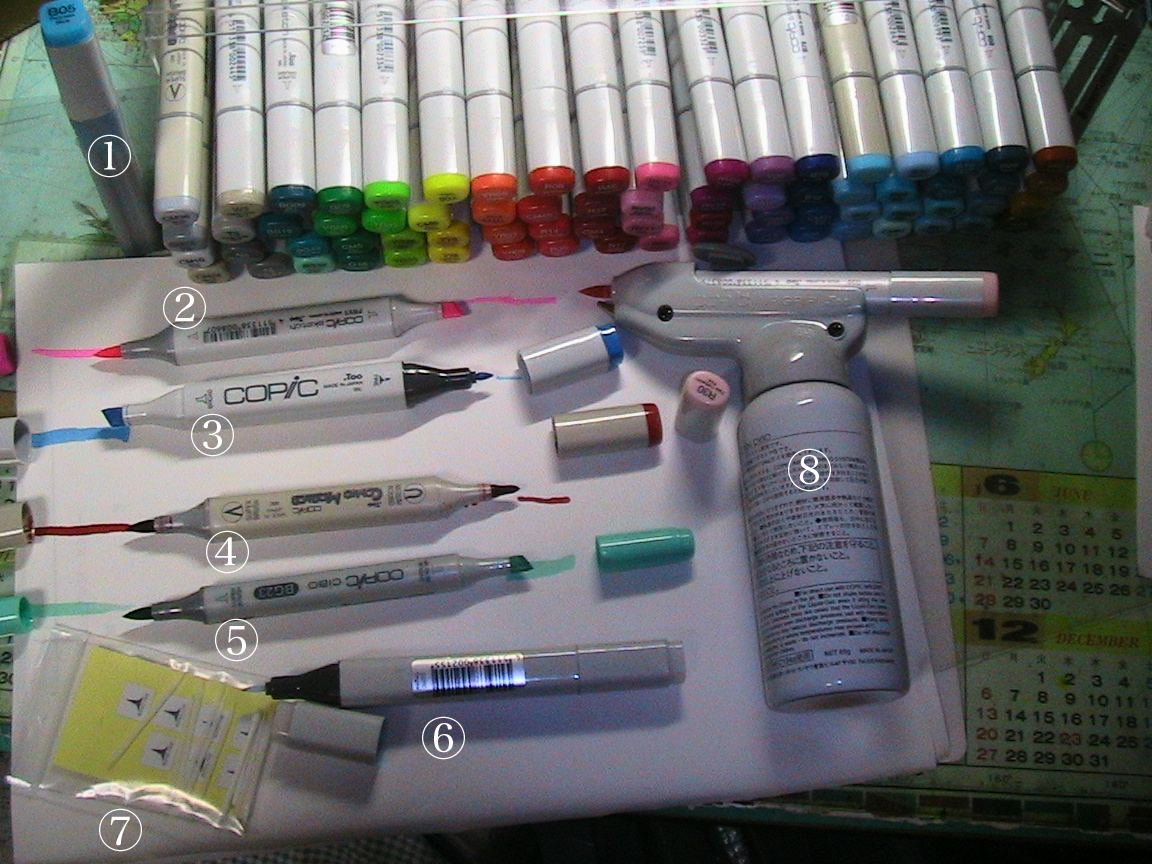
La gamme Copic

Les feutres wide sont uniquement commercialisés par lots de douze. Les autres sont disponibles à l'unité, à la douzaine, par vingt-quatre, trente-six ou soixante-douze. Il existe aussi de nombreux accessoires de rangement et une encre blanche à étaler au pinceau pour atténuer leurs effets.